# Tendeba testacea
Tendeba testacea är en tvåvingeart som beskrevs av Walker 1865. Tendeba testacea ingår i släktet Tendeba, ordningen tvåvingar, klassen egentliga insekter, fylumet leddjur och riket djur. Inga underarter finns listade i Catalogue of Life.